# Лаане-Виру
Лаане-Виру (на естонски: Lääne-Viru maakond, Лаане-Виру мааконд) е област в северна Естония. Административен център е град Раквере.

## Население
- Общо: 66 464 (1 януари 2006)
- Мъже: 46,2%
- Жени: 53,8%
- Раждаемост: 9,5%
- Смъртност: 13,8%
- Естествен прираст: -4,3%.
- Етнически състав:
  - естонци 84,8%;
  - руснаци 10,7%;
  - украинци 1,4%
  - други 1,6 % (беларуси, татари, германци, арменци)

По приблизителна оценка от януари 2019 г. населението е 59 325 души.